# ریک بوگز
ریک بوگز (انگلیسی: Rick Boogs؛ زادهٔ ۲۱ دسامبر ۱۹۸۷) کشتی‌گیر کشتی حرفه‌ای، سلبریتی اینترنتی، و کشتی فرنگی اهل ایالات متحده آمریکا است.
وی همچنین برندهٔ جوایزی همچون کمربند ۲۴/۷ شده است.